# اسکاربرو (مین)
اسکاربرو (به انگلیسی: Scarborough) یک منطقهٔ مسکونی در ایالات متحده آمریکا است که در مین واقع شده‌است. اسکاربرو ۱۸۲٫۹۳ کیلومتر مربع مساحت و ۱۸٬۹۱۹ نفر جمعیت دارد و ۵ متر بالاتر از سطح دریا واقع شده‌است.